# Matías Recabal
Matías Bastián Recabal Ibáñez (Santiago, Chile; 6 de septiembre de 1999) es un futbolista profesional chileno que se desempeña como Mediocampista y juega en Deportes Santa Cruz de la Primera B de Chile.

## Trayectoria
Oriundo de Rengo, comenzó a jugar al fútbol en el Independiente La Chimba de su ciudad natal. A los 8 años, se integró a las divisiones inferiores de Colo-Colo, en donde estuvo hasta los 11 años.Después, estuvo en las divisiones inferiores de O'Higgins, en donde estuvo de la Sub-13 a la Sub-19, hasta quedar libre en 2018.Luego, tuvo pruebas en Unión San Felipe y Unión Española, las cuales no fueron exitosas.
Viendo lejano el sueño del fútbol profesional, trabajó un tiempo en la construcción y en el comercio como empaque en su ciudad natal.l

### Deportes Rengo
en agosto de 2021 es anunciado como nuevo jugador de Deportes Rengo de la Tercera División A de Chile. En el conjunto Oro y Cielo logró un inédito ascenso a la Segunda División de Chile, cuando en diciembre de 2022 venció por definición a penales a Deportes Colina.
Ya en la Segunda División, se logro destacar como un volante con mucho gol. Durante la primera rueda del torneo de Segunda División de 2024, se consolidó como el exclusivo goleador de la competición, con 9 goles.

### Santa Cruz CD
Tras una temporada increible en Deportes Rengo ficharía por Deportes Santa Cruz para la temporada 2025 de la Primera B de Chile.

## Clubes
| Club                | País  | Año       |
| ------------------- | ----- | --------- |
| Deportes Rengo      | Chile | 2021-2024 |
| Deportes Santa Cruz | Chile | 2025-Act. |

## Estadísticas
| Club                   | Div.             | Temporada        | Liga  | Liga  | Copas nacionales | Copas nacionales | Torneos internacionales | Torneos internacionales | Total | Total |
| Club                   | Div.             | Temporada        | Part. | Goles | Part.            | Goles            | Part.                   | Goles                   | Part. | Goles |
| ---------------------- | ---------------- | ---------------- | ----- | ----- | ---------------- | ---------------- | ----------------------- | ----------------------- | ----- | ----- |
| Deportes Rengo · Chile | 4.ª              | 2021             | ?     | 4     | 0                | 0                | —                       | —                       | 0     | 4     |
| Deportes Rengo · Chile | 4.ª              | 2022             | ?     | 8     | 1                | 1                | —                       | —                       | 1     | 9     |
| Deportes Rengo · Chile | 3.ª              | 2023             | 20    | 5     | 1                | 0                | —                       | —                       | 21    | 5     |
| Deportes Rengo · Chile | 3.ª              | 2024             | 17    | 9     | 1                | 1                | —                       | —                       | 18    | 10    |
| Deportes Rengo · Chile | 3.ª              | Total club       | 37    | 26    | 3                | 2                | 0                       | 0                       | 40    | 28    |
| Santa Cruz · Chile     | 2.ª              | 2025             | 3     | 0     | 2                | 0                | —                       | —                       | 5     | 0     |
| Santa Cruz · Chile     | 2.ª              | Total club       | 3     | 0     | 2                | 0                | 0                       | 0                       | 5     | 0     |
| Total en carrera       | Total en carrera | Total en carrera | 40    | 26    | 5                | 2                | 0                       | 0                       | 45    | 28    |
| 1. 2.                  |                  |                  |       |       |                  |                  |                         |                         |       |       |